# Zwijndrechtse Waard
Le Zwijndrechtse Waard est une île fluviale néerlandaise, située dans le sud-est de l'île d'IJsselmonde, dans la province de la Hollande-Méridionale.
L'île est entourée par le Noord à l'est, la Vieille Meuse au sud et le Waaltje au nord ; ce dernier sépare le Zwijndrechtse Waard d'IJsselmonde.

## Localités
Les communes de Zwijndrecht, Hendrik-Ido-Ambacht et Ridderkerk se partagent cette île. Sur l'île on trouve :
- le village de Heerjansdam, annexé depuis 2003 par Zwijndrecht,
- l'ancien village de Rijsoord, aujourd'hui quartier de Ridderkerk, et
- le quartier de Groote Lindt et les hameaux de Kleine Lindt, Achter-Lindt et Kijfhoek. Ce dernier est connu pour sa gare de triage, la plus importante des Pays-Bas.